# Gregor Mackenzie
James Gregor Mackenzie (15 novembre 1927 - 4 mai 1992) est un homme politique britannique du parti travailliste.

## Jeunesse
Mackenzie fait ses études au Royal Technical College et à l'Université de Glasgow. Il devient directeur des ventes et conseiller de la Glasgow Corporation à partir de 1952.

## Carrière politique
Mackenzie se présente à Aberdeenshire East en 1950 et Kinross et Western Perthshire en 1959. Il est élu député de Glasgow Rutherglen lors d'une élection partielle de 1964 (où il bat de justesse Norman Buchan lors de la réunion de sélection du Parti travailliste). Il reste jusqu'à sa retraite aux élections générales de 1987. Il est secrétaire parlementaire privé du chancelier de l'Échiquier à partir de 1966. Dans les années 1970, il est ministre au ministère de l'Industrie et au Scottish Office.